# ヘルヴィ・ア・スレースヴィ
ヘルヴィ・ア・スレースヴィ（Helvig af Slesvig, 1320年ごろ - 1374年）は、デンマーク王ヴァルデマー4世の王妃。北欧連合王国の支配者マルグレーテ1世の母である。

## 生涯
ヘルヴィはシュレースヴィヒ公エーリク2世とアーデルハイト・フォン・ホルシュタイン＝レンズブルクの娘であり、ヴァルデマー5世の妹である。生年月日は不明であるが、1325年に父エーリク2世が死去した時にヘルヴィと兄はまだ子供であったことから、1320年ごろに生まれたと思われる。
兄ヴァルデマー5世はクリストファ2世とデンマーク王位を争い、母方の伯父ホルシュタイン＝レンズブルク伯ゲルハルト3世の後見のもと、1326年から1329年までデンマーク王位についた（ヴァルデマー3世）。1330年代後半に、兄ヴァルデマーは伯父ゲルハルト3世に対抗するためクリストファ2世の息子ヴァルデマー4世と同盟を結び、そのためにヴァルデマー4世と妹ヘルヴィとの結婚を決めた。ヘルヴィは担保となっていた北ユトランド（コンゲオ川の北側でユトランド半島の4分の1の領域）を持参金として王国にもたらした。結婚式は1340年にスナボー城で行われた。結婚式の後、ヴァルデマー4世とヘルヴィは、正式に王と王妃としてヴィボーを訪れた。
王妃ヘルヴィに関しては記録がほとんど残っていない。ヘルヴィはほとんど政治には関与しなかったか、公的な活動をほとんどしなかったとみられる。1346年、ヴァルデマー4世が巡礼にむかったとき、ヘルヴィが摂政となったと思われるが、その間のヘルヴィの活動については記録に残っていない。後に北欧連合王国の女王となるマルグレーテが1353年に生まれる前は、ヘルヴィはヴァルデマーと一緒にいた記録が残っているが、この後は、ヘルヴィがヴァルデマー4世と一緒にいた記録は残っていない。
従来、ヘルヴィは姦通のためヴァルデマーに離縁され、セーボー城に召使と共に幽閉されたと考えられてきた。この説は、王妃と騎士の恋愛をうたった古い民謡に基づいたものであるが、この話の内容については確認されていない。また別の説では、ヘルヴィは夫ヴァルデマーと愛妾トーヴェとの姦通のため王と別れ、1355年にエスロム修道院に移り住んだというものである。これらの説の真偽については確認されておらず、また、王夫妻の別離の真相についても不明である。
ヘルヴィが王と別居しエスロム修道院に住んだことは確認されており、ヘルヴィはそこで死去した。ヘルヴィは死去した時は修道院の在俗修道院長であった。ヘルヴィは修道院の教会に埋葬され、修道院に遺領を残した。死の一年後、夫ヴァルデマー4世も死去し、娘マルグレーテがデンマークの摂政となった。1377年、マルグレーテ1世は教皇から母ヘルヴィをソレに改葬する許可を得たが、実現しなかった。

## 子女
- クリストファ（1344年 - 1363年） - ラーラント公
- マルグレーテ（1345年 - 1350年） - メクレンブルク公ハインリヒ3世と婚約
- インゲボー（1347年 - 1370年） - メクレンブルク公ハインリヒ3世と結婚。エーリク7世の祖母。
- カタリーナ（1349年） - 早世
- ヴァルデマー（1350年） - 早世
- マルグレーテ1世（1353年 - 1412年） - ノルウェー王ホーコン6世と結婚。オーロフ2世の母。